# Вінтроп (переписна місцевість, Мен)
Вінтроп (англ. Winthrop) — переписна місцевість (CDP) в США, в окрузі Кеннебек штату Мен. Населення — 2666 осіб (2020).

## Географія
Вінтроп розташований за координатами 44°19′24″ пн. ш. 69°57′3″ зх. д. / 44.32333° пн. ш. 69.95083° зх. д. (44.323266, -69.950842).  За даними Бюро перепису населення США в 2010 році переписна місцевість мала площу 18,66 км², з яких 14,45 км² — суходіл та 4,21 км² — водойми.

## Демографія
Згідно з переписом 2010 року, у переписній місцевості мешкало 2650 осіб у 1159 домогосподарствах у складі 741 родини. Густота населення становила 142 особи/км².  Було 1379 помешкань (74/км²).
Расовий склад населення:
| - 97,5 % — білих - 0,6 % — чорних або афроамериканців - 0,3 % — азіатів - 0,1 % — корінних американців |

До двох чи більше рас належало 1,3 %. Частка іспаномовних становила 1,2 % від усіх жителів.
За віковим діапазоном населення розподілялося таким чином: 20,6 % — особи молодші 18 років, 61,6 % — особи у віці 18—64 років, 17,8 % — особи у віці 65 років та старші. Медіана віку мешканця становила 45,0 року. На 100 осіб жіночої статі у переписній місцевості припадало 89,3 чоловіків;  на 100 жінок у віці від 18 років та старших — 83,8 чоловіків також старших 18 років.
Середній дохід на одне домашнє господарство  становив 60 606 доларів США (медіана — 45 278), а середній дохід на одну сім'ю — 72 828 доларів (медіана — 67 943). Медіана доходів становила 41 855 доларів для чоловіків та 28 036 доларів для жінок. За межею бідності перебувало 4,1 % осіб, у тому числі 2,1 % дітей у віці до 18 років та 3,1 % осіб у віці 65 років та старших.
Цивільне працевлаштоване населення становило 1393 особи. Основні галузі зайнятості: освіта, охорона здоров'я та соціальна допомога — 25,7 %, роздрібна торгівля — 22,0 %, мистецтво, розваги та відпочинок — 17,2 %.